# 阔苞凤仙花
阔苞凤仙花（学名：Impatiens latebracteata）为凤仙花科凤仙花属下的一个种。

## 扩展阅读
- 維基物種上的相關：阔苞凤仙花